# Habenaria leonensis
Habenaria leonensis là một loài thực vật có hoa trong họ Lan. Loài này được Kraenzl. ex T.Durand & Schinz mô tả khoa học đầu tiên năm 1894.